# Hanau
Hanau is een gemeente in de Duitse deelstaat Hessen, gelegen in de Main-Kinzig-Kreis. Hanau ligt aan de monding van de Kinzig in de Main, 25 km oostelijk van Frankfurt am Main. De stad telt 97.137 inwoners en heeft binnen de Landkreis een sonderstatus.
Hanau is de geboortestad van onder anderen de gebroeders Grimm, de componist Paul Hindemith en de voetballer Rudi Völler.

## Geschiedenis

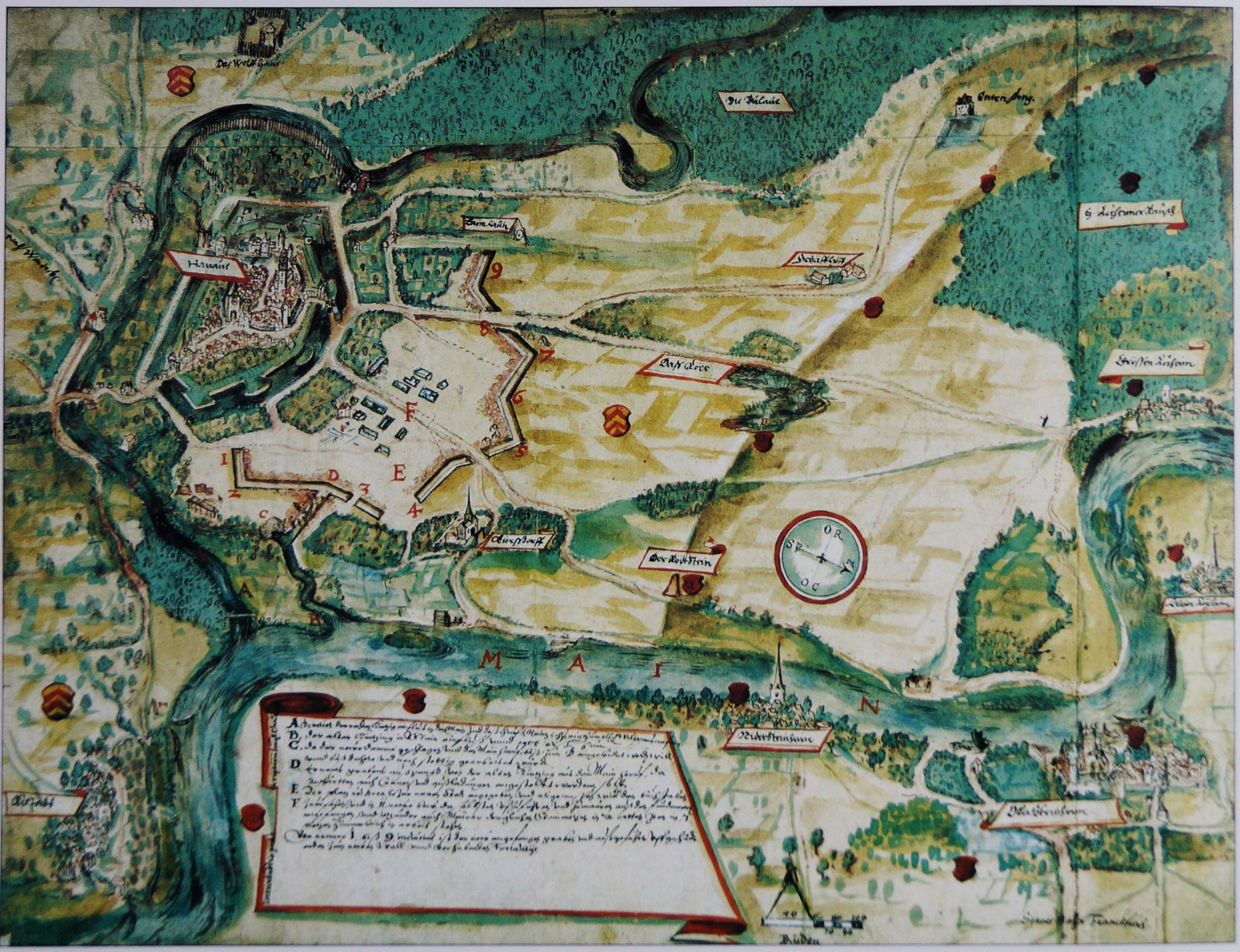
Geschilderde plattegrond, met het ONO boven, van de stadsuitbreiding in 1597. Links de Altstadt met de Kinzig daaromheen. Rechts de Neustadt in aanbouw.
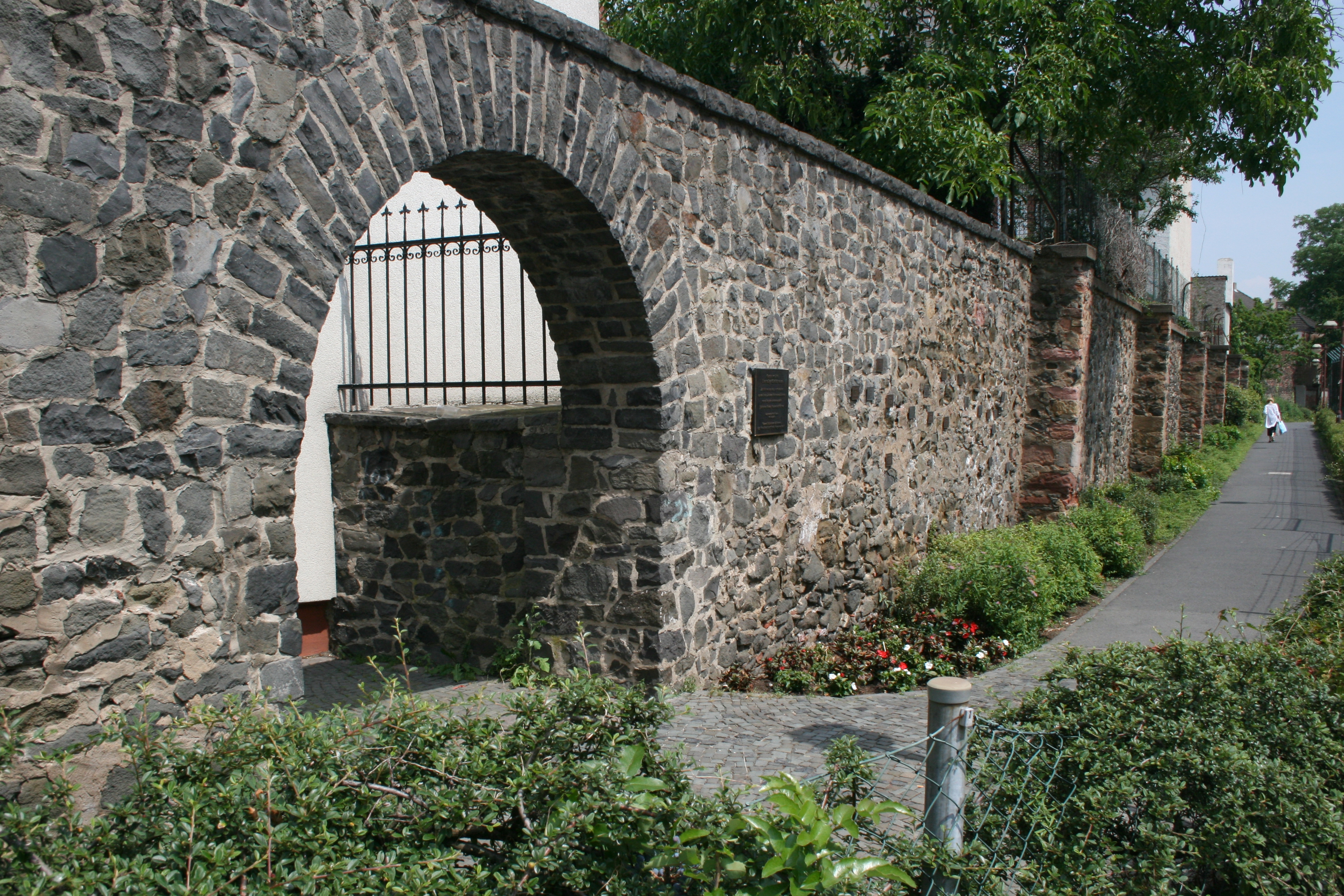
De voormalige getto-muur, in 2010 voorzien van gedenkplaquettes ter herinnering aan de in de Holocaust omgebrachte Hanauer joden
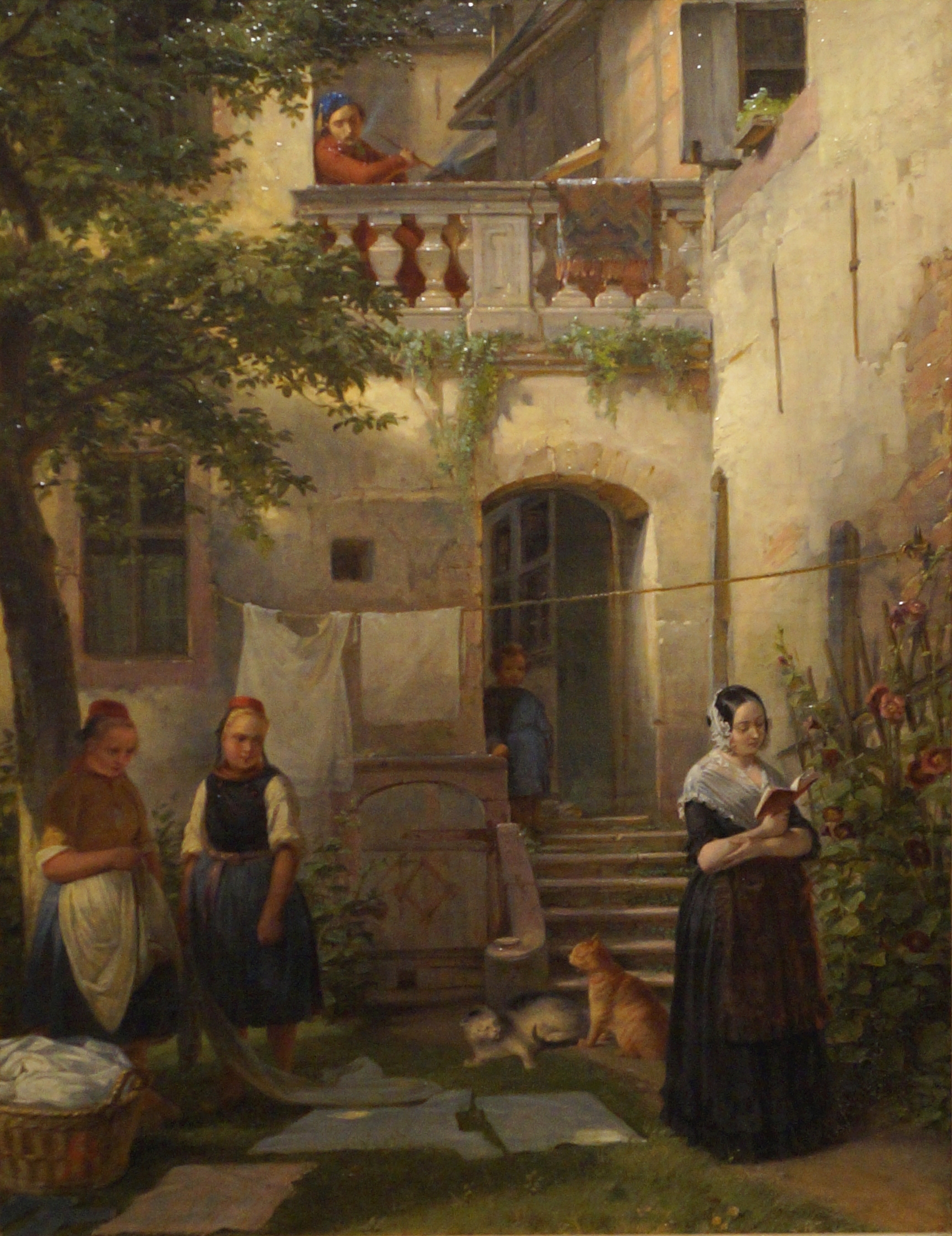
Schilderij uit 1842 door Moritz Daniel Oppenheim: De bleek. Waarschijnlijk een weergave van het leven van de armere joden in de Hanause Nordstraße.

De stad Hanau is deel van het graafschap Hanau en had al een belangrijke rol in de middeleeuwen.  Dit middeleeuwse deel van de stad kreeg vanaf plm. 1600 de naam Altstadt.
In 1597 maakte de stad een groei door toen graaf Filips Lodewijk II van Hanau-Münzenberg een verdrag met Waalse en Nederlandse hugenoten sloot. Filips Lodewijk was getrouwd met Catharina Belgica van Nassau, een dochter van Willem van Oranje. Een grote groep vluchtelingen en handelaren uit de Spaanse Nederlanden vertrok naar de stad, waar ze de wijk Neustadt bouwden. In deze wijk bouwden ze de Waals-Nederlandse Kerk van Hanau. Door hun komst werd de stad een handelsstad van belang, want onder hen waren velen, die kostbare, via het nabije Frankfurt am Main tegen hoge prijzen verhandelbare, sieraden en andere luxeproducten konden maken.
Vanaf 1604 waren ook joden welkom in Hanau. Dezen richtten een getto in rondom de Judengasse, de tegenwoordige Nordstraße, tussen de Altstadt en de Neustadt in. Dit getto was ommuurd, en de joden mochten er op zondag niet in of uit. Het getto viel onder het rechtstreekse bestuur van de graaf. Een deel van de ommuring van het getto is (vrijwel uniek voor Duitsland) bewaard gebleven. De synagoge viel in 1938 ten prooi aan de door de nazi's georganiseerde Kristallnacht. Vrijwel alle Hanauer Joden kwamen daarna om door de Jodenvervolging en de Holocaust.
De stad was aan het eind van de Tweede Wereldoorlog, op de ochtend van 19 maart 1945, het doelwit van een geallieerde luchtaanval, waarbij 90% van de stad verwoest werd. Bij de wederopbouw is veel gebruikgemaakt van plattenbau.
In het district Wolfgang ontstond in de jaren 1980 een "atoomdorp" met omstreden nucleaire installaties en bedrijven als Alkem (Alpha-Chemie und -Metallurgie), Nukem, Reaktor-Brennelement-Union (RBU) en Transnuklear. Rond 1991 werd dit stopgezet. 
Op 19 februari 2020 schoot de 43-jarige Tobias Rathjen uit Hanau op verschillende plekken in de stad negen mensen van niet-Duitse komaf dood, en daarna zijn eigen moeder en ten slotte zichzelf. Hij handelde uit racistische overwegingen. Dat bleek uit een door de dader achtergelaten 'manifest'. Zijn daad wordt beschouwd als een rechts-extremistische terroristische actie.

## Stadsindeling
Hanau is in tien stadsdelen verdeeld, die elk weer een aantal stadsdistricten (Stadtbezirke) omvatten. Deze tien stadsdelen zijn:
| Nr. | Stadsdeel                    | Aantal Stadtbezirke | Oppervlakte in km² | Aantal inwoners per 30-6-2022 | Kaart |
| --- | ---------------------------- | ------------------- | ------------------ | ----------------------------- | ----- |
| 1   | Innenstadt (binnenstad)      | 9                   | 1,54               | 12.472                        |       |
| 2   | Hanau-Kesselstadt            | 8                   | 3,26               | 11.582                        |       |
| 3   | Nordwest                     | 10                  | 5,16               | 11.169                        |       |
| 4   | Lamboy                       | 9                   | 6,60               | 12.556                        |       |
| 5   | Südost                       | 9                   | 4,26               | 9.907                         |       |
| 6   | Mittelbuchen                 | 5                   | 9,42               | 4.403                         |       |
| 7   | Steinheim                    | 8                   | 8,28               | 12.714                        |       |
| 8   | Klein-Auheim                 | 6                   | 8,71               | 7.847                         |       |
| 9   | Großauheim                   | 9                   | 9,15               | 13.198                        |       |
| 10  | Wolfgang (met industriepark) | 5                   | 19,18              | 6.578                         |       |
|     | Gemeentetotaal:              | 78                  | 75,57              | 102.426                       |       |

## Verkeer en vervoer

### Wegverkeer
Hanau ligt aan het knooppunt van de autosnelwegen:
- Dortmund - Aschaffenburg (A45)
- Frankfurt am Main - Fulda (A66)

### Openbaar vervoer
Hanau heeft regionale en interlokale spoorverbindingen naar Hamburg, Berlijn, Dresden, Stuttgart, München en Bazel.
De stad heeft de volgende spoorwegstations:
- Hanau Hauptbahnhof
- Station Hanau-Klein Auheim
- Station Hanau-Wilhelmsbad
- Station Hanau Nord
- Station Hanau West
- In de gemeente ligt verder spoorwegstation Großauheim.

### Overige
Hanau heeft de op een na grootste binnenhaven aan de Main.

## Stedenbanden
Er bestaan jumelages met:
- Tottori (sinds 1989)
- Neuilly-sur-Seine
- Dartford, Engeland
- Jaroslavl (Ярославль), Rusland, per 28 februari 2022 opgeschort vanwege de Russische inval in Oekraïne
- Conflans-Sainte-Honorine (uitgegaan van stadsdeel Großauheim)
- Francheville, (uitgegaan van stadsdeel Steinheim)
- Taizhou (Zhejiang) (台州), Volksrepubliek China (sedert 2012)
- Nilüfer, een stad in het gelijknamige district, zie: Nilüfer (district), Turkije (sedert 2013)

## Geboren
- Amalia Elisabeth van Hanau-Münzenberg (1602-1651)
- Franciscus de le Boë Sylvius (1614-1672), medicus en anatoom
- Jacob (1785-1863) en Wilhelm Grimm (1786-1859) → Gebroeders Grimm
- Moritz Daniel Oppenheim (1800 - 1882), Duits-joods kunstschilder en graficus
- Karl-Friedrich Mueller (1875-1935), componist en militaire kapelmeester
- Georg von Küchler (1881-1968), veldmaarschalk
- Paul Hindemith (1895-1963), componist, muziekpedagoog en altviolist
- Friedel Moritz (1918-1991), componist, dirigent en hoboïst
- Rudi Völler (1960), voetballer en trainer
- Thomas Berthold (1964), voetballer en trainer
- Tayfur Havutçu (1970), voetballer
- Marco Russ (1985), voetballer
- Sarah Köhler (1994), zwemster
- Pascal Köpke (1995), voetballer
- Julian Chabot (1998), voetballer
- Loreen Bender (2005), voetbalster

## Overleden
- Elsa Conrad (1887-1963), Duitse nachtclubeigenaresse

## Bezienswaardigheden
- Waals-Nederlandse Kerk
- Deutsches Goldschmiedehaus (museum)
- Kasteel Philippsruhe
- Kasteel Wilhelmsbad
- Standbeeld van de gebroeders Grimm op het marktplein

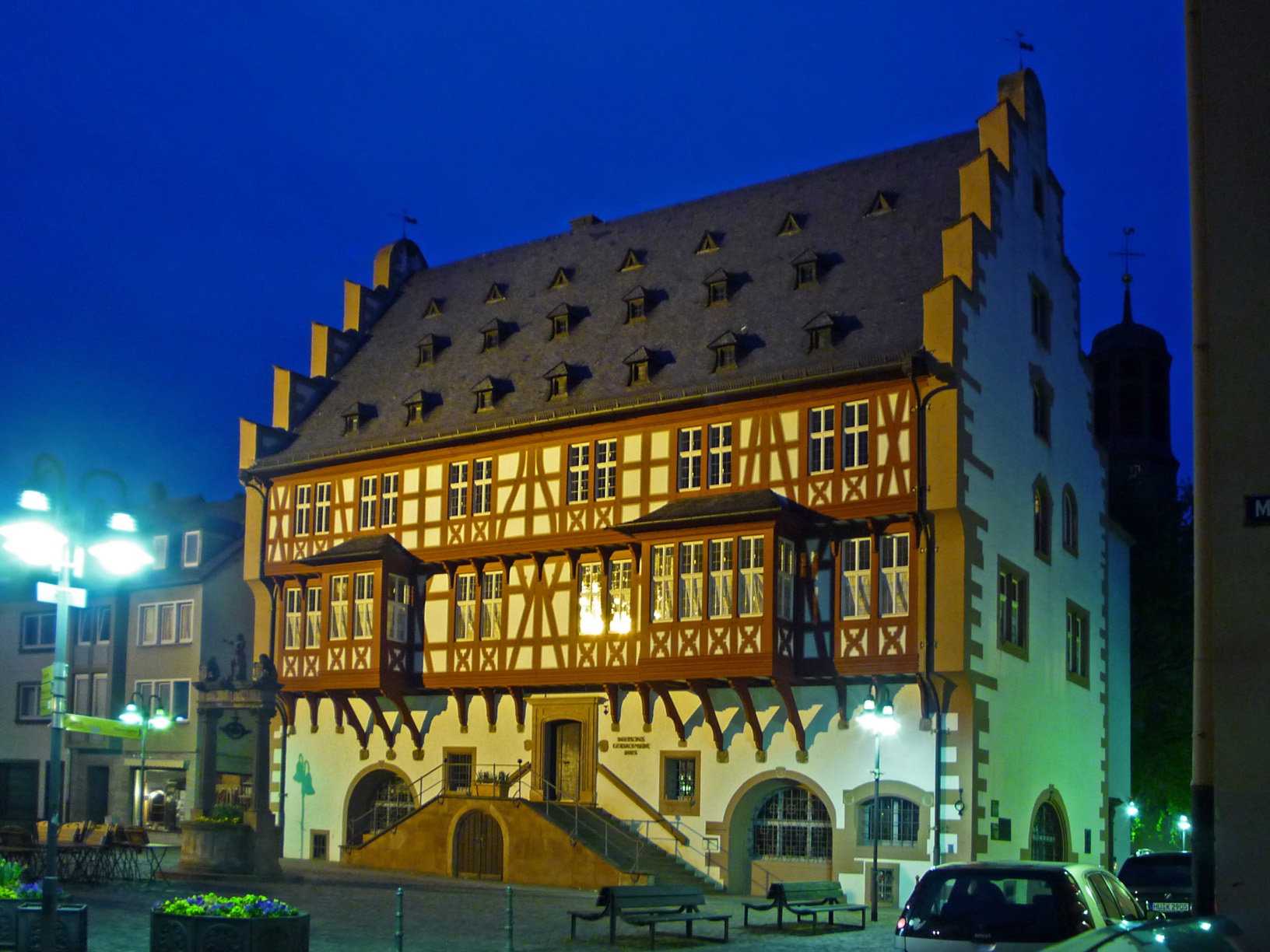
Deutsches Goldschmiedehaus
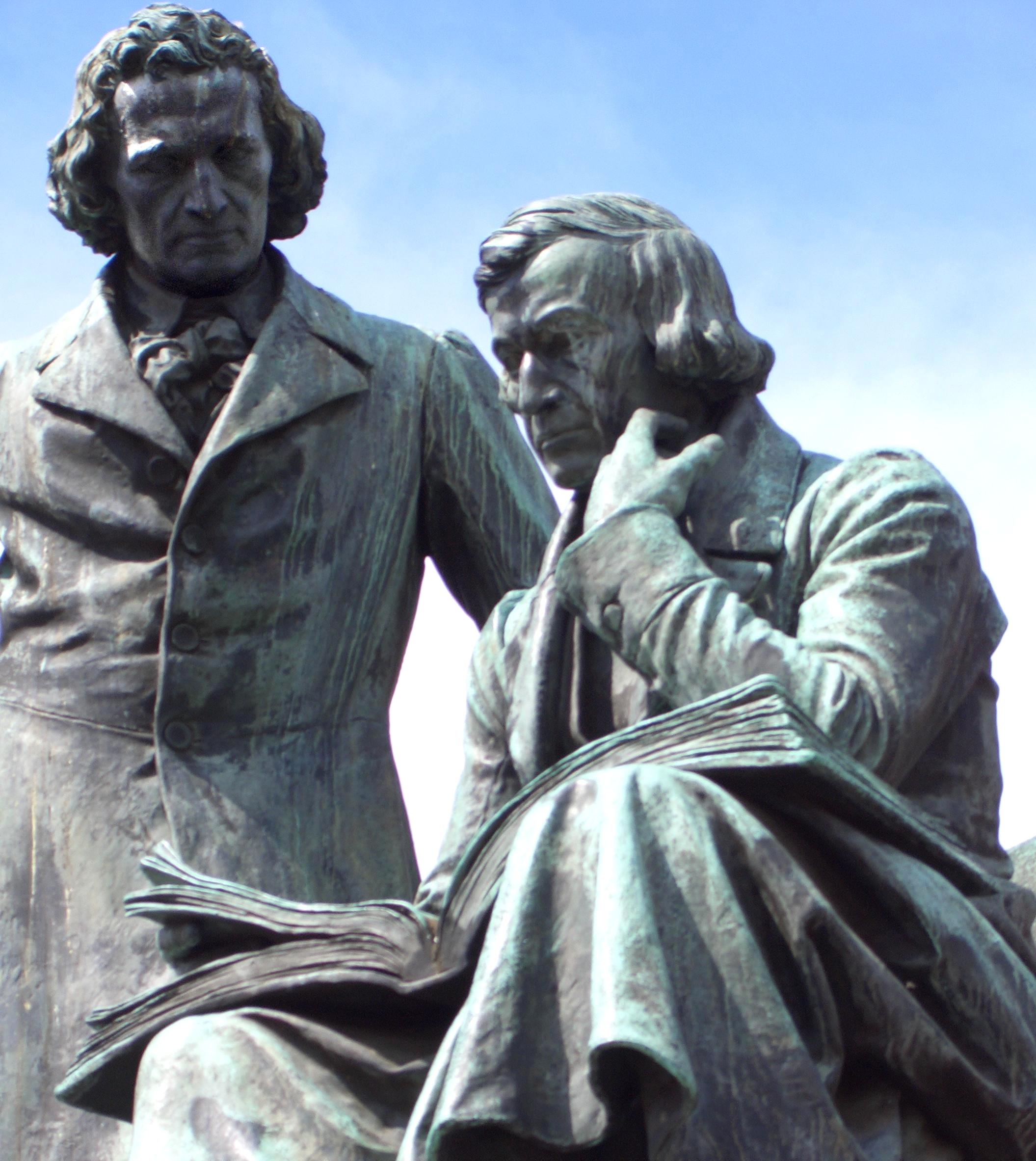
Standbeeld gebroeders Grimm

Bad Orb · Bad Soden-Salmünster · Biebergemünd · Birstein · Brachttal · Bruchköbel · Erlensee · Flörsbachtal · Freigericht · Gelnhausen · Großkrotzenburg · Gründau · Hammersbach · Hanau · Hasselroth · Jossgrund · Langenselbold · Linsengericht · Maintal · Neuberg · Niederdorfelden · Nidderau · Rodenbach · Ronneburg · Schlüchtern · Schöneck · Sinntal · Steinau an der Straße · Wächtersbach